# Stara Synagoga w Oleśnicy
Stara Synagoga w Oleśnicy – zabytkowy budynek, który powstał w drugiej połowie XIV w. lub w początkach XV w. jako synagoga, znajdujący się w Oleśnicy przy ul. Łużyckiej, obecnie jest kościołem zboru Kościoła zielonoświątkowego.
Po wypędzeniu Żydów z Oleśnicy w 1535 pełnił funkcję magazynu i arsenału. W 1695 przejęty przez kościół ewangelicko-augsburski. Zniszczony podczas pożaru w 1730. W 1734 odbudowany w stylu barokowym. Na początku XVIII w. użytkowany przez wojsko, a od 1824 ponownie wykorzystywany w celach religijnych. W 1960 przeszedł remont, a dziesięć lat później stał się własnością diecezji ewangelicko-augsburskiej we Wrocławiu, a następnie zboru zielonoświątkowego.
Budynek jest jednym z najstarszych obiektów w Polsce, który w przeszłości pełnił funkcję synagogi .

## Historia
W 1329 książę Konrad I wydał Żydom zgodę na osiedlenie się w Oleśnicy, a gmina żydowska została założona w 1389. Nieznana jest data rozpoczęcia ani zakończenia budowy synagogi, ale prawdopodobnie powstała pod koniec XIV w. Natomiast pierwszy raz gotycka budowla wzmiankowana jest w dokumentach w 1417. Synagoga powstała przy murach miejskich w okolicy tzw. furty żydowskiej . W 1530 przeprowadzono remont budowli i dobudowano do niej przedsionek . W tym też przedsionku lub dobudówce miała się mieścić drukarnia Chaima Schwarza.
W 1535 miasto nawiedził huragan, który zniszczył domy mieszczan oraz dach i wieżę synagogi. O sprawstwo tej katastrofy oskarżono oleśnickich Żydów, co doprowadziło do ich wypędzenia z miasta. Budynek synagogi przekształcono na zbrojownię, a następnie na magazyn. W momencie, kiedy budynek pełnił funkcję magazynu i zbrojowni w jego wschodniej ścianie i we wieży wykuto arkadowe otwory bramne, które zamurowano w XVIII w. . W 1685 pastor Beniamin Texter przy pomocy brata odnowił budynek i zaadaptował go na potrzeby kościoła ewangelickiego pod wezwaniem Zbawiciela.
W 1730 w Oleśnicy wybuchł pożar, który doprowadził do spalenia się kościoła i zawalenia się jego sklepienia . W latach 1733–1734 przeprowadzono odbudowę kościoła ufundowaną przez Juliannę Sybillę Karolinę, żonę księcia Karola Fryderyka Wirtemberskiego. Wieża oraz dach otrzymały nowy dach, który przypomina chińską pagodę . Wnętrzu nadano barokowy charakter oraz pozorne kolebkowe sklepienie z lunetami. Salę ozdobiły pilastry i gzymsy koronujące, które obiegają pomieszczenie dookoła. Wybudowano lożę (zachował się na niej kartusz z monogramem fundatorki) oraz chór. Empora otrzymała faliste balustrady. Masywny i rzeźbiony ołtarz główny połączył funkcje ołtarza i ambony. Po zachodniej stronie wzniesiono przybudówkę w stylu barokowym. Po przebudowie pozostałościami po gotyckiej architekturze zostały ślady po zamurowanych wydłużonych oknach, zakończonych ostrołukiem w elewacji i wieży, a także nawa. Nowe okna otrzymały zakończenie w formie łuku koszowego .
Po odbudowie kościół nie był często użytkowany. W latach 1813–1824 z budynku korzystało wojsko, jednak nie wiadomo w jakim celu. W 1856 organy w kościele wykonał Johann Gottlieb Anders. Katastrofa budowlana podczas rozbudowy kościoła zamkowego w 1905 spowodowała, że kościół pod wezwaniem Zbawiciela zaczął być ponownie użytkowany przez wiernych .
W trakcie walk podczas II wojny światowej w kościele uszkodzono dach, okna i elewacje . W 1960 przeprowadzono remont dachu, a w latach 1968–1969 budowlę odrestaurowano . W 1970 przeszedł w ręce diecezji ewangelicko-augsburskiej we Wrocławiu. Kościół użytkowany jest przez oleśnicki zbór zielonoświątkowy .

## Architektura
Obecny kościół jest murowanym budynkiem orientowanym z zakrystią w przybudówce od zachodniej strony. Ma ona szerokość równą szerokości jednokondygnacyjnej nawy. Pomiędzy zakrystią a nawą wzniesiona jest ścianka przesłaniająca arkady, które w przeszłości łączyły obie części budynku. Nawę obiega empora .
Nawa główna nakryta jest dachem dwuspadowym. Przybudówka od strony zachodniej oraz wieża przykryte są dachami mansardowymi .
Otwory okienne posiadają murowane nadproża i węgary. Okna w przybudówce i nawie umieszczone są w jednostronnie rozglifionych wnękach, zakończonych łukami koszowymi. Okna we wieży umieszczone są we wnękach zakończonych ostrołukiem. Na drugim piętrze wieży znajduje się wnęka zamurowanego okna z nierozglifionymi ościeżami i nadprożem w kształcie łuku odcinkowego .
Zachowały się trzy kamienne portale wejściowe do budynku (zakończone spłaszczonym łukiem), w nawie, we wieży i w przybudówce. Elewacje wieży, wschodnia, frontowa i południowa opięte dwuskokowymi skarpami .
Początkowo gotycka synagoga była budynkiem na planie prostokąta, halowym, dwunawowym z dwoma filarami, które podtrzymywały sześciopolowe sklepienie. Wymiary pomieszczenia, w którym się modlono, wynosiły 9,50 metra na 11,80 metrów. Od północy do budowli przylegał przedsionek.
Nieznana jest data budowy czworobocznej wieży. Szacuje się, że miało to miejsce w XV lub XVI w. W wieży mieści się klatka schodowa .

## Galeria

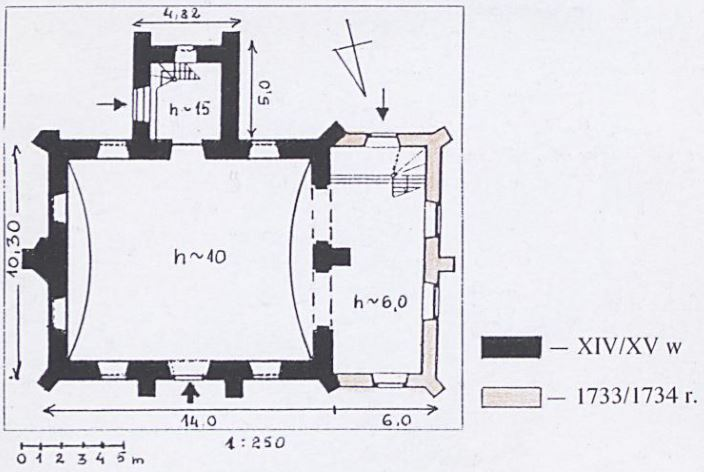
Plan budynku (1998)
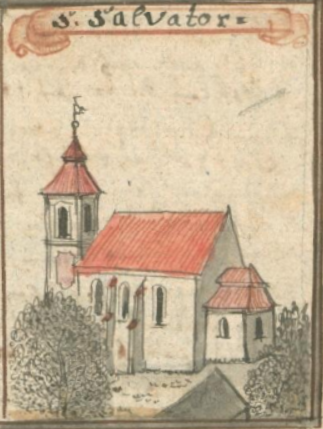
Przedstawienie kościoła protestanckiego wg F.B. Wernera (XVIII w.)
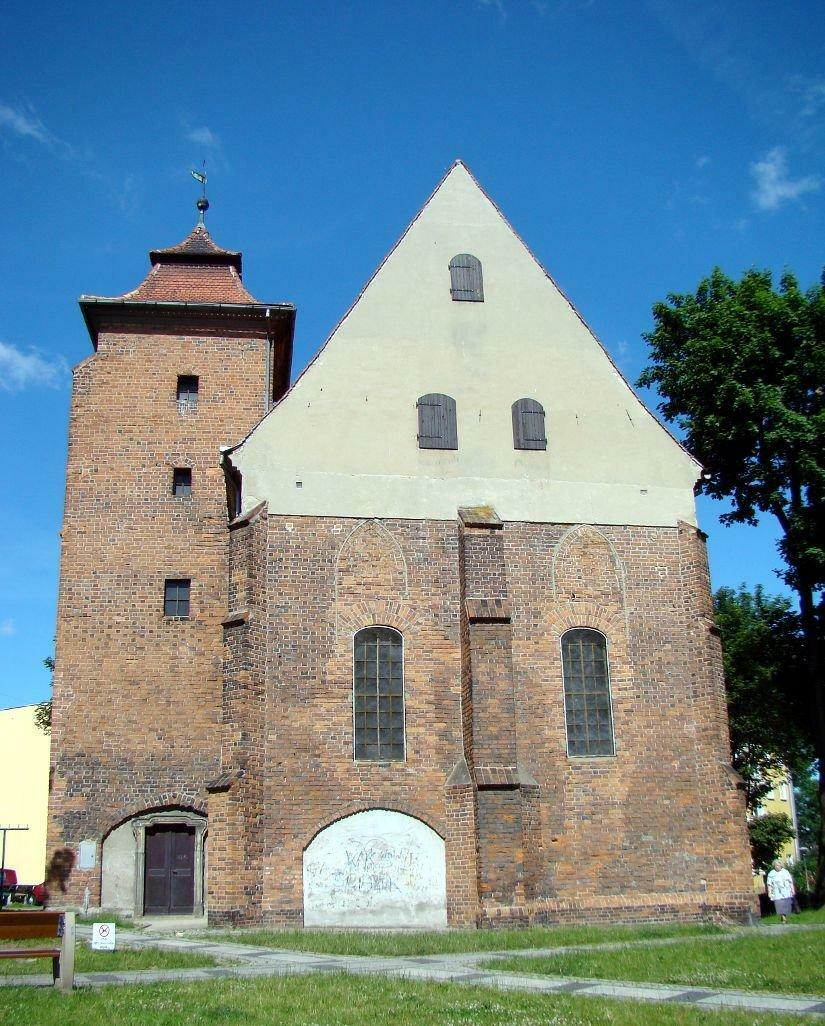
Widok na wschodnią część budynku
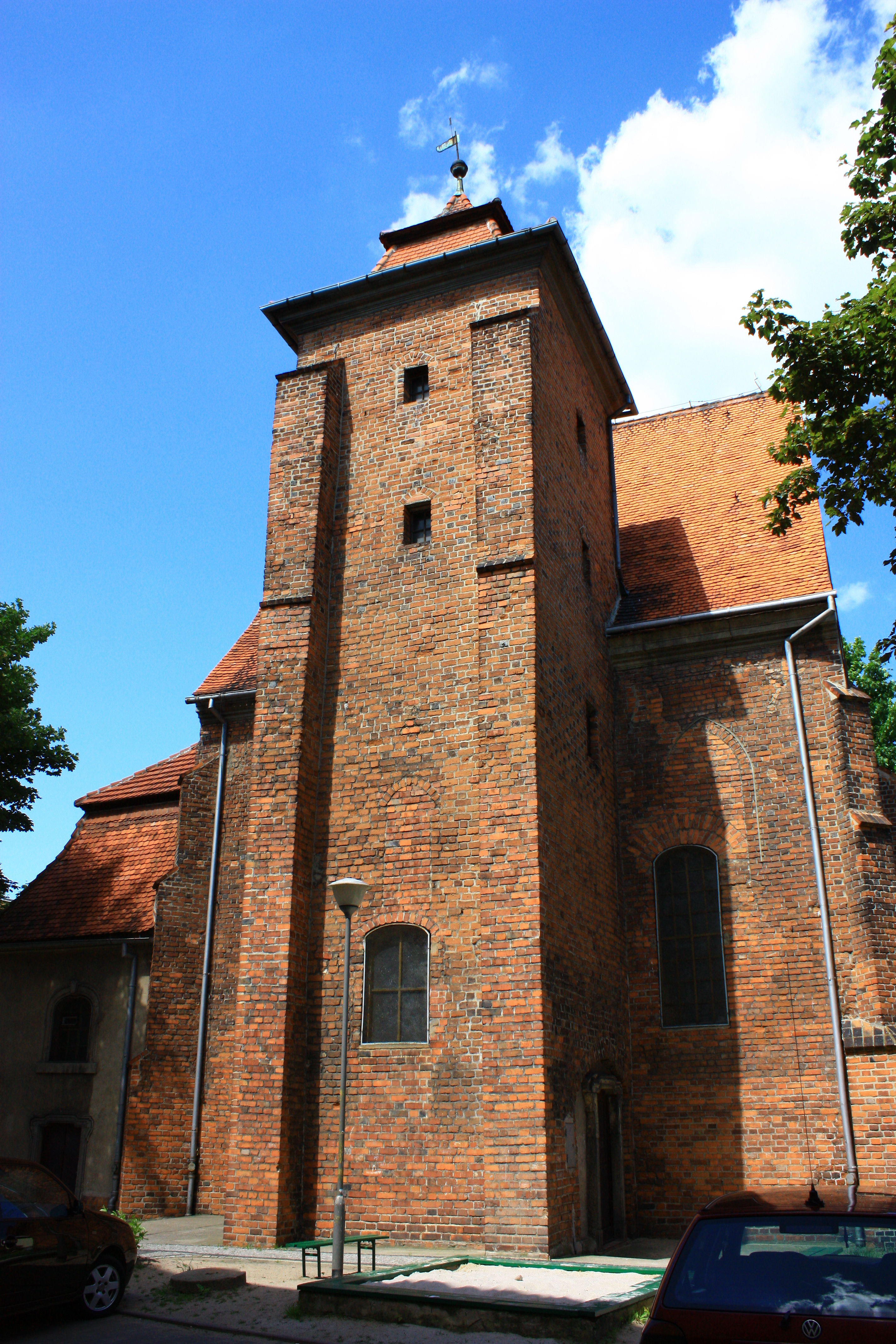
Widok na południową część budynku
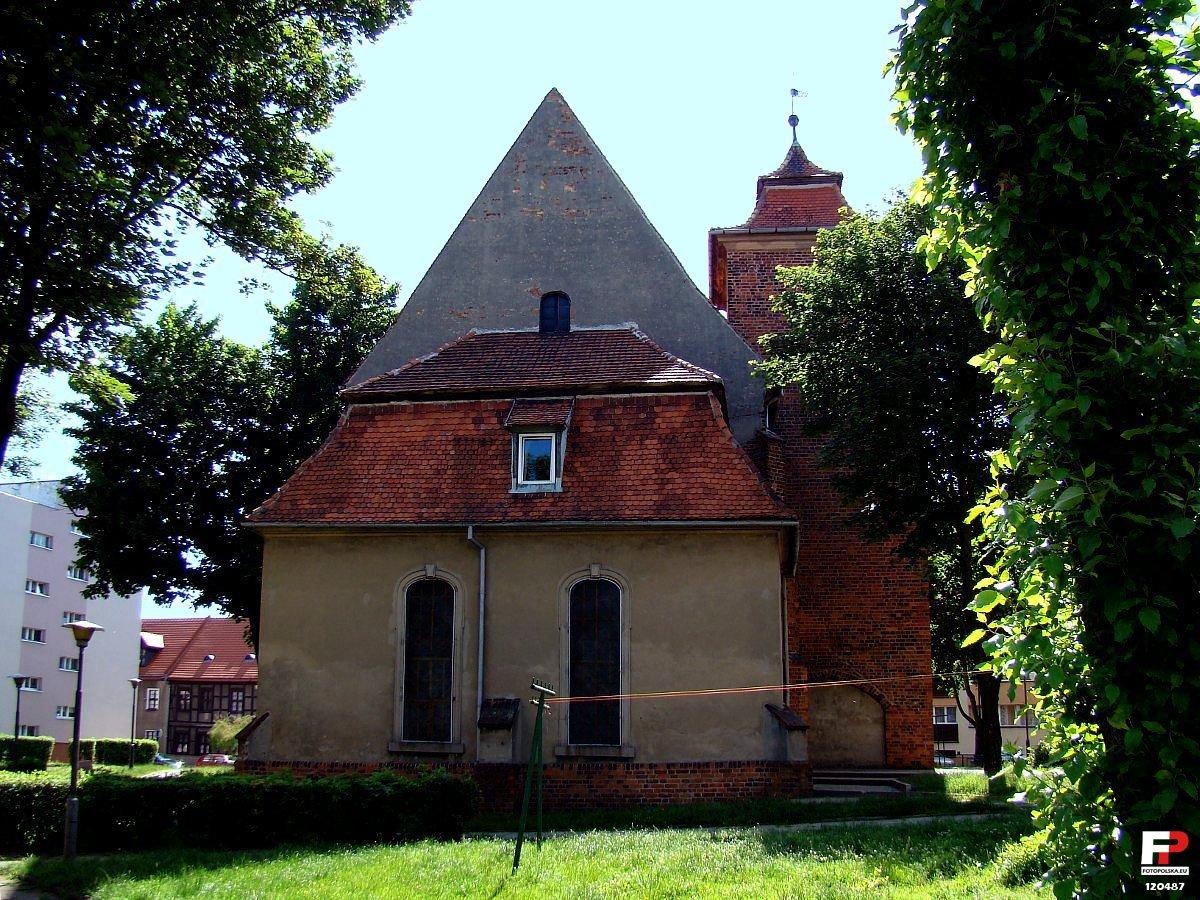
Widok na zachodnią część budynku
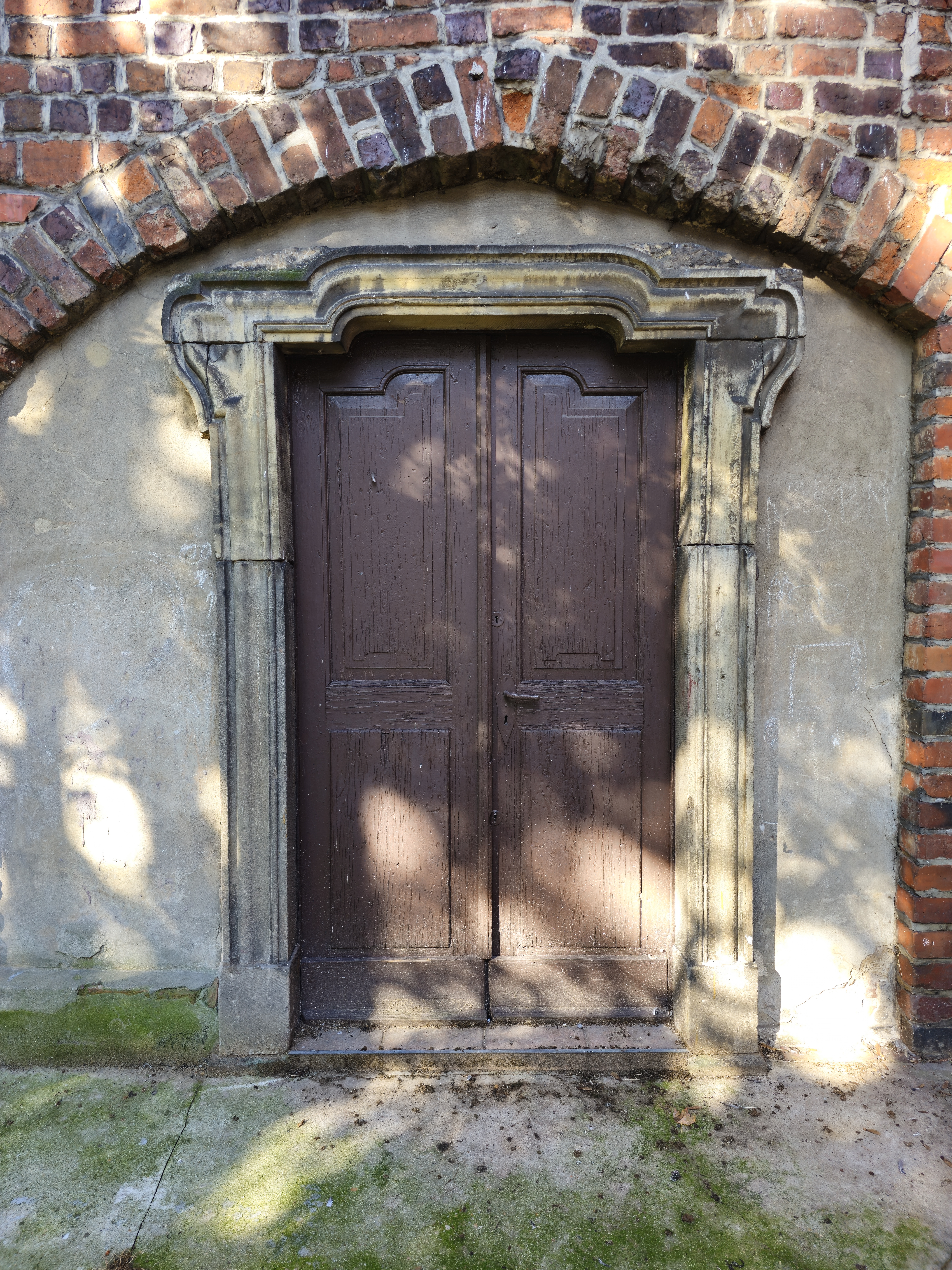
Portal wejściowy we wieży
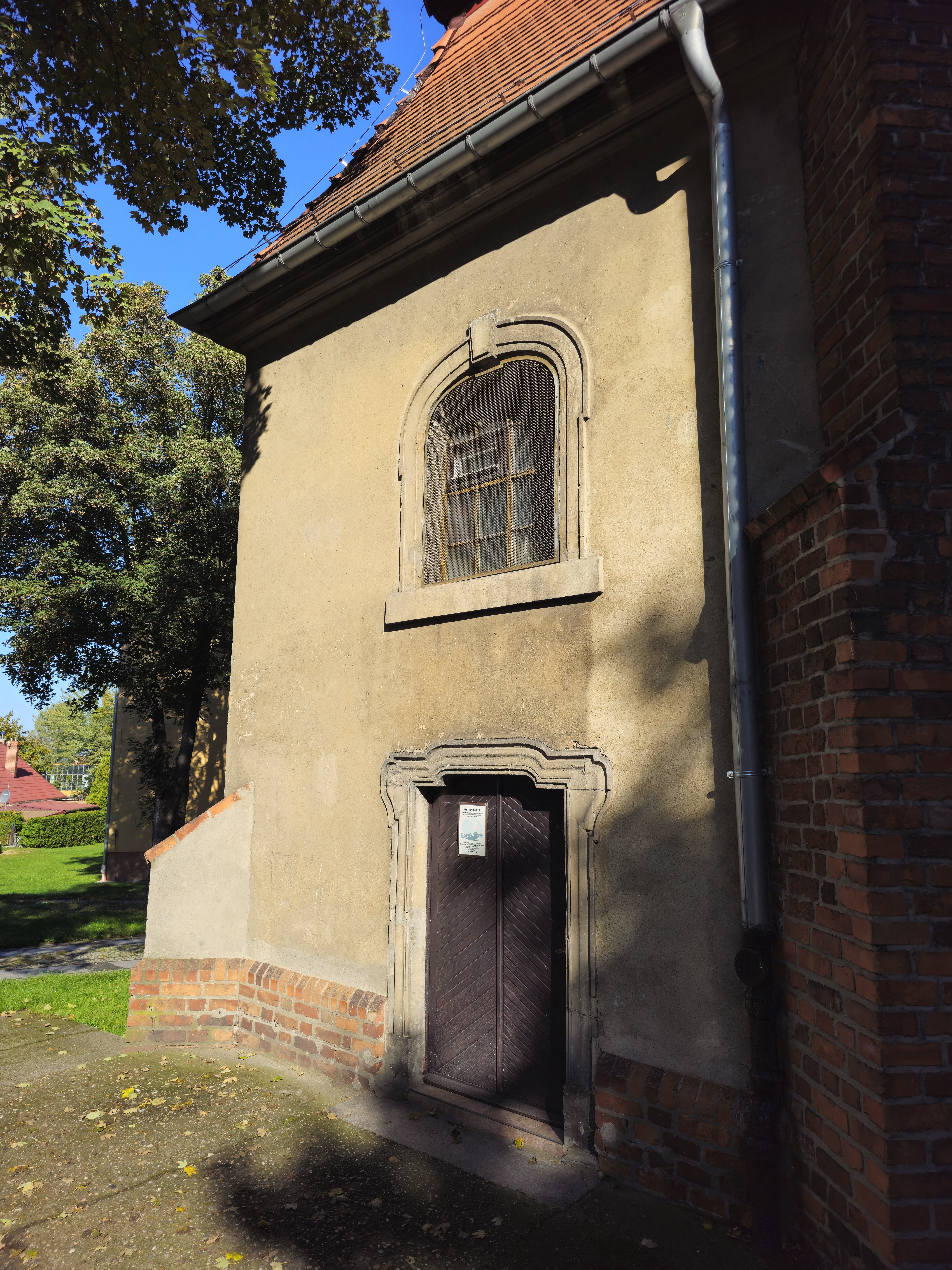
Portal wejściowy w zachodniej przybudówce
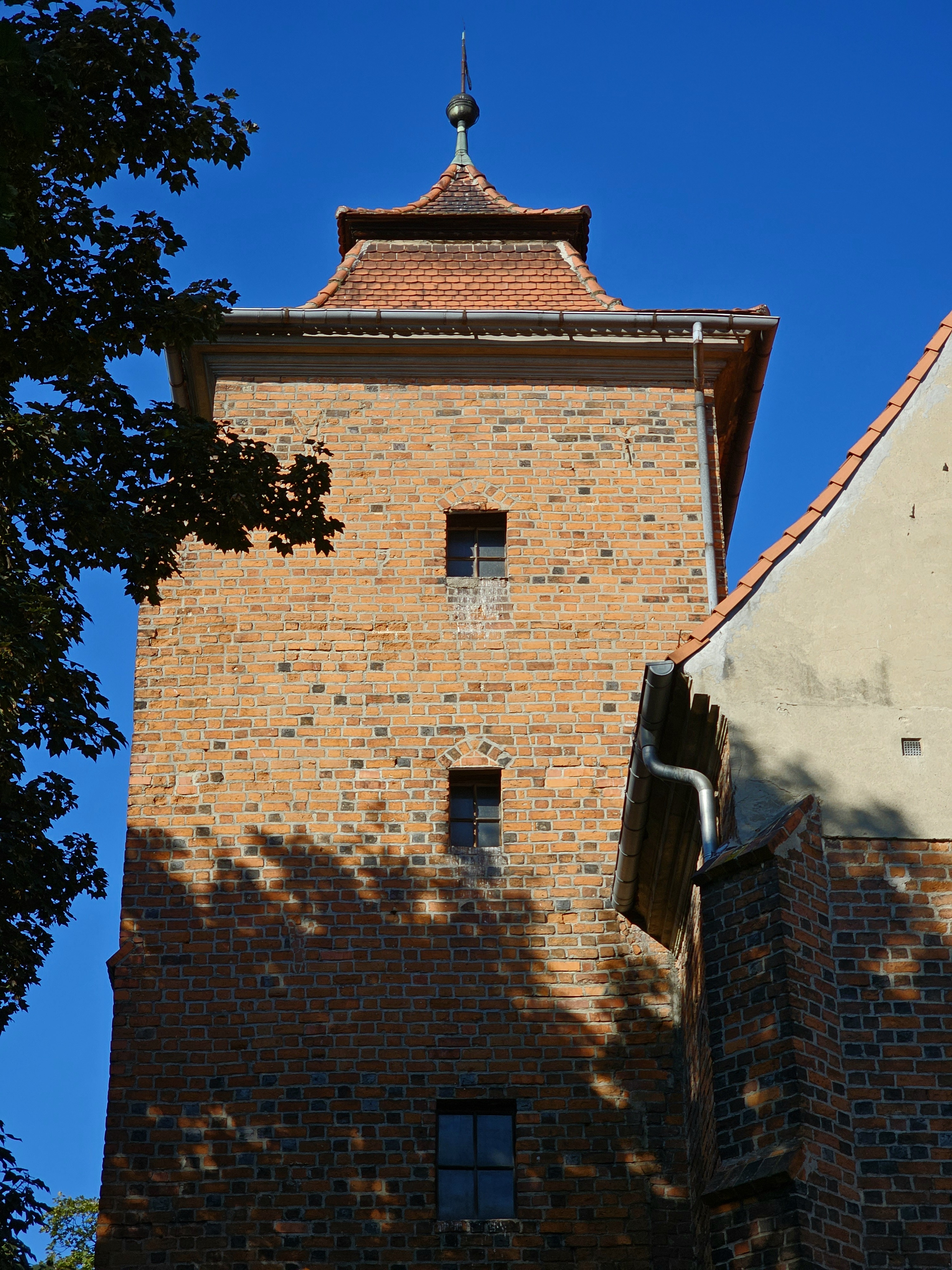
Widok na wieżę i dach
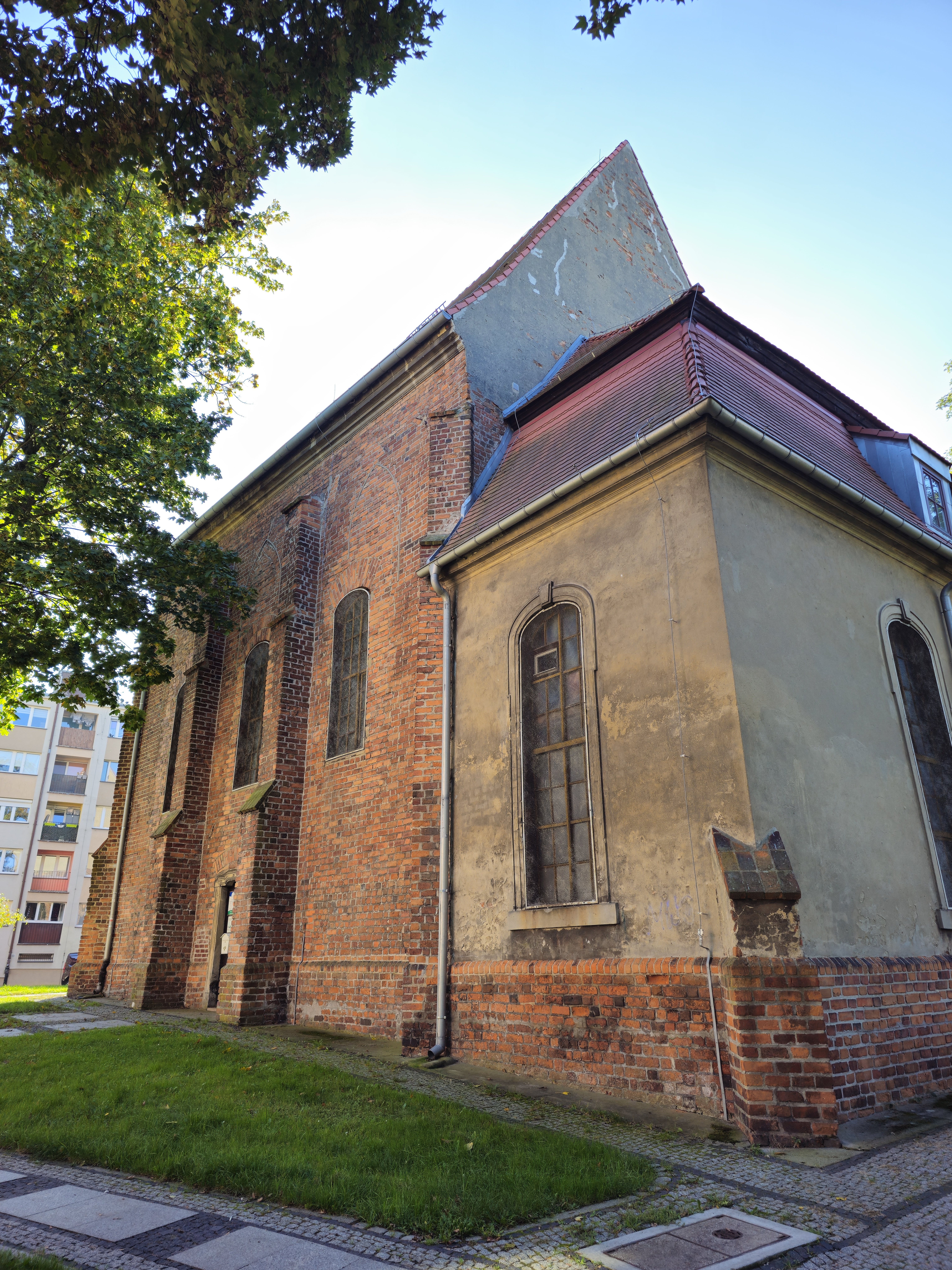
Widok na północno-zachodnią część budynku
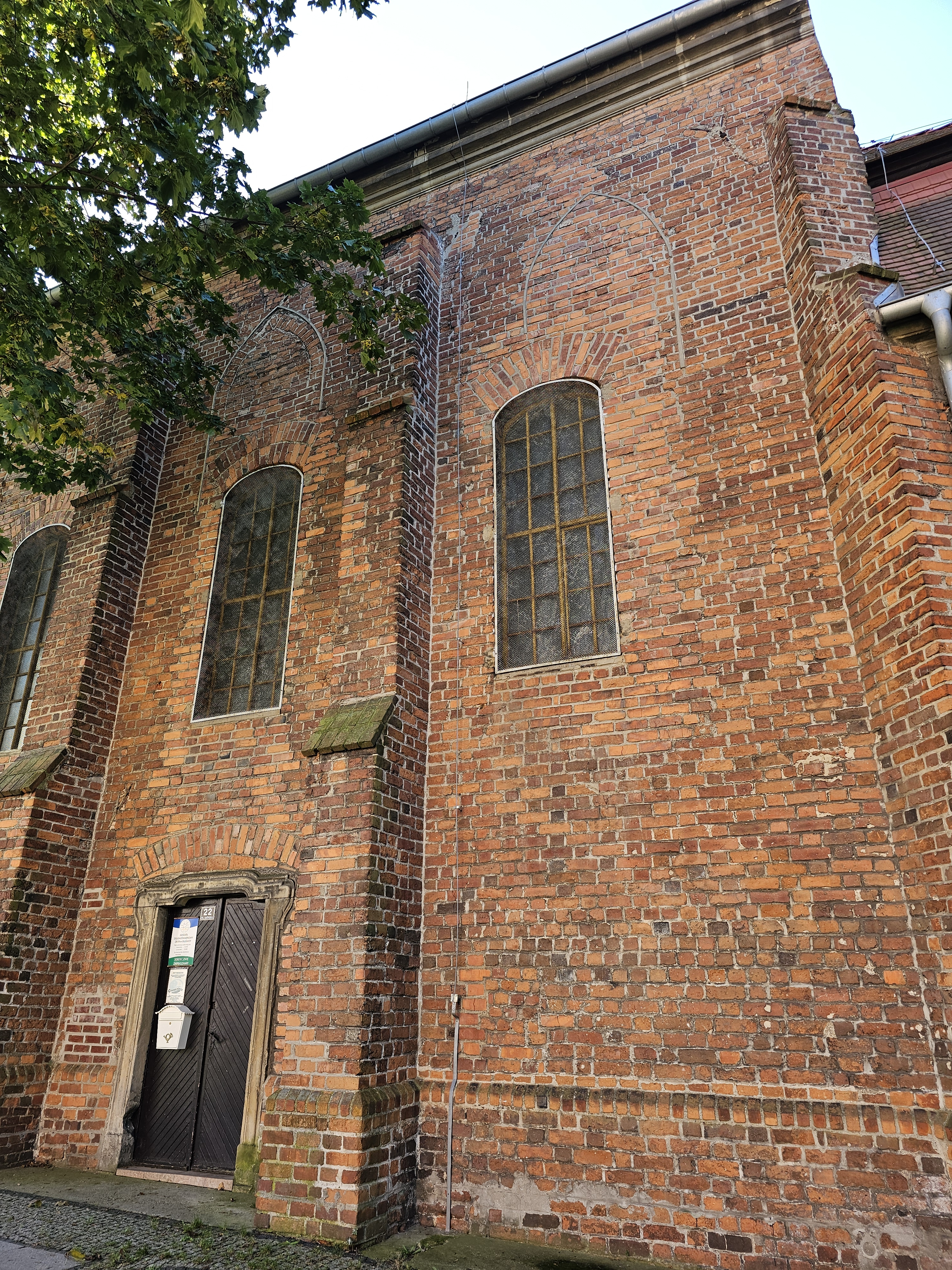
Zamurowane gotyckie okna